# Aymar du Rivail
Aymar du Rivail est un juriste et historien dauphinois, né en 1491 à Saint-Marcellin et mort en 1558.

## Biographie
Il est l’auteur de nombreux ouvrages juridiques, dont Aymari riuallii allobrogis iuris consulti ac oratoris libri de historia iuris ciuilis et pontifici (1515). Son Histoire du droit civil (Civilis historiae juris, 1527) lui permit de devenir conseiller au parlement de Grenoble.
Grand historien, on lui doit également une biographie des hauts faits d’armes du chevalier Bayard. Aymar du Rivail vécut en effet plusieurs années en Italie à l’époque où Bayard était au sommet de sa gloire. Ami intime de ce dernier, il en écrivit la biographie dans son Histoire des Allobroges. Dans les neuf volumes qui la composent, il y décrit l’histoire du Dauphiné, de la Savoie, du Comtat-Venaissin, de la Bresse et d’une partie de la Provence, de la Suisse et du Piémont au XVIe siècle.

#### Éditions
- Alfred de Terrebasse éd., Aymari Rivallii Delphinatis, De Allobrogibus, libri novem, Lyon, 1844.
- Alfred de Terrebasse éd., Description du Dauphiné, de la Savoie, du Comtat-Venaissin, de la Bresse et d'une partie de la Provence, de la Suisse et du Piémont au XVIe siècle extraite du premier livre de l'histoire des Allobroges, tr. A. Macé, Grenoble, 1852Notice bibliophilique en ligne.

#### Études
- Jean-Louis Ferrary,« Aymar Du Rivail et ses Historiae iuris civilis et pontificii libri quinque », Bulletin de la Société Nationale des Antiquaires de France, 1992, 1994, p. 116-122 Lire en ligne sur Persée.